# 缨尾蜥属
缨尾蜥属（学名：Holaspis）是正蜥科的一属。

## 下属物种
本属包括以下物种：
- Holaspis guentheri Gray, 1863
- Holaspis laevis Werner, 1896